# 原田幸一郎
原田 幸一郎（はらだ こういちろう、1945年4月29日 - ）は、日本のヴァイオリニスト、指揮者。

## 人物
1945年福岡県出身。桐朋学園大学特命教授および東京音楽大学特任教授、東京芸術大学特任教授。映像作家の原田大三郎は弟。日本各地に室内楽の演奏を広めた。

## 経歴

### 学生時代
8歳でヴァイオリニストとしてデビューすると、1961年に桐朋女子高等学校音楽科に入学し、西村新太郎、宗倫安、鷲見三郎、斎藤秀雄らに師事したが、すぐにジュリアード音楽院に留学し、ポール・マカノヴィツキー、ドロシー・ディレイ、イヴァン・ガラミアンらに師事した。1965年、第34回日本音楽コンクールで第2位に入賞した。

### 東京クヮルテット
1969年、磯村和英、原田禎夫らと東京クヮルテットを結成、12年間第1ヴァイオリンを務めた。世界各国に演奏旅行し、国際的な評価を得る。ドイツ・グラモフォン、CBS、RCA、ヴァンガードに録音を残した。1975年、1979年、1980年にはグラミー賞にもノミネートされた。

### 脱退後
1981年、東京クヮルテットを退団し、スポレト音楽祭（イタリア）、クリーヴランド音楽院ヴァイオリン科で主任教授を務める。エール音楽院音楽部付きの四重奏団や、アスペン音楽院などに招かれた。

### 帰国後
1983年、日本に戻り、野島稔（ピアノ）、毛利伯郎（チェロ）と東京ピアノ・トリオを結成。1986年、数住岸子（ヴァイオリン）と共に室内楽シリーズ「NADA」（ナーダ）の企画をスタートした。1990年、水戸カルテット、ATMアンサンブルを結成した。フォーバルスカラシップ・ストラディヴァリウス・コンクール審査委員。
これまで、ハノーファー、エリザベート王妃、ミュンヘン、パガニーニ、ロン＝ティボー国際コンクール等数多くの国際コンクールの審査員を務めるなど後進の指導にも注力しており、門下生から数多くの国際コンクール入賞者を輩出している。インディアナ大学やパリ・エコール・ノルマル音楽院で教授を務めたほか、ウィーン国立音楽大学、ハノーファー国立音楽大学、ロンドン・ロイヤル・アカデミー、韓国国立芸術大学などでヴァイオリンのマスタークラスを行う。

### 指揮活動
日本国内で指揮活動も行い、九州交響楽団でデビュー。新日本フィルハーモニー交響楽団、紀尾井シンフォニエッタ東京、東京シティ・フィルハーモニック管弦楽団、大阪フィルハーモニー交響楽団、札幌交響楽団、京都市交響楽団、広島交響楽団、日本フィルハーモニー交響楽団などを指揮。1999年4月には、ニューヨークでも指揮デビューを果たした。

## 受賞
- 1970年、コールマン室内楽コンクール　第1位
- ミュンヘン国際音楽コンクール弦楽四重奏部門　第1位
- スイス、モントルー　グランプリ・ディスク。
- 2023年 - 文化庁長官表彰[13]

## 教職
- 桐朋学園大学特命教授および東京音楽大学特任教授
- 東京芸術大学特任教授[3]
- マンハッタン音楽学校教員[14]

## ディスコグラフィ
- 松村禎三 作曲、木村かをり（P）、ジョヴァンニ・バッティスタ・ファブリ（VN）、北浜怜子（VN）、植木三郎（VN）、原田幸一郎（VN）、サシコ・カヴリロフ（VN）、沼田園子（VN） ほか『アプサラスの庭 Courtyard of Apsaras』セルジュ・コロー（VA）、ジャン=ミッシェル・フォントノー（VC）、毛利伯郎（VC）、クリストフ・ヘンケル（VC）、松谷翠（P）、野島稔（P）、野口龍（FL）、カメラータ・トウキョウ〈松村禎三作品選集 3〉、2000年。OCLC 676631551。「錄音ディスク1枚（63分）：CD、収録：1996年8月、1999年8月、1976年7月、1987年10月。一部ライヴ収録。」

- Debussy, Claude、原田幸一郎（VN）、池田菊衛（VN）、磯村和英（VA）、原田禎夫（VC）「（1）弦楽四重奏曲ト短調op. 10（ドビュッシー）、（2）弦楽四重奏曲ヘ長調（ラヴェル）」『ドビュッシー&ラヴェル：弦楽四重奏曲集 Debussy & Ravel: String quartets』（音楽、言語コンテンツなし）Sony Music Japan International、東京、2013年4月。OCLC 848031269。「錄音ディスク 1枚（53分）：CD。収録：1977年8月、演奏：〈東京クワルテット〉。」

- Haydn, Joseph、原田幸一郎（VN）、池田菊衛（VN）、磯村和英（VA）、原田禎夫（VC）『弦楽四重奏曲集作品76「エルデーディ四重奏曲」』Sony Music Japan International、東京、2013年4月。OCLC 853286125。「錄音ディスク 2枚（131分）：CD。収録：1978年6月、1979年1月。演奏：東京クヮルテット。音楽、言語コンテンツなし。アルバム別題『String quartets, op. 76 "Erodödy"』」

- DISC1（1）弦楽四重奏曲第75番ト長調op.76-1 Hob.III-75、（2）弦楽四重奏曲第76番ニ短調op.76-2 Hob.III-76「五度」、（3）弦楽四重奏曲第77番ハ長調op.76-3 Hob.III-77「皇帝」
- DISC2（1）弦楽四重奏曲第78番変ロ長調op.76-4 Hob.III-78「日の出」、（2）弦楽四重奏曲第79番ニ長調op.76-5 Hob.III-79、（3）弦楽四重奏曲第80番変ホ長調op.76-6 Hob.III-80

## 著作
- 原田 幸一郎「東京ストリング・クヮルテット」『音楽芸術』第29巻第12号、音楽之友社、東京、1971年11月、78-82頁、CRID 1523106605084938880、ISSN 0030-2600。
- 『音楽の友』音楽之友社、ISSN 0289-3606
  - 近藤滋郎「〈インタヴュー〉「原田幸一郎：室内楽に教育に第二の人生を歩む実力派」」41巻第6号。
  - 徳江比早子、野島稔、原田幸一郎「●連載●キャンパス・オケ全員集合（8）京都大学交響楽団」42巻第9号。
  - 高橋幸宏、原田幸一郎「[てい談] 連載「名曲名演ききはじめ」（2）《フィガロの結婚》」44巻第2号。
  - 荻昌弘、藤原真理、原田幸一郎「[インタヴュー] 中山早苗 ; 木村俊光 ; 福井美弥子」44巻第3号。
  - 近藤滋郎、竹原伸治「〈インタヴュー〉ヴァイオリンをタクトに持ち替えた原田幸一郎」46巻第7号、1988年、国立国会図書館書誌ID:000000002948-d6022151。
  - 「[連載] 日本の演奏家最前線（1）原田幸一郎 片桐卓也 [カラー・ステージ] バイエルン州立歌劇場来日公演」51巻第1号。
  - 三善清達「〈特別記事〉原田幸一郎が語る：世界のコンクールは今」58巻第3号、NDLJP:6022291date= 2000-03。
  - 原田幸一郎、神尾真由子「師弟対談 原田幸一郎&神尾真由子」72巻第2号、2014年2月。
  - 平野 昭、原田 幸一郎、長井 進之介「〈平野昭・対談シリーズ 樂興のすゝめ（第2章）〉ドイツ弦楽四重奏曲の系譜（第1回）傑作が傑作を生む : ハイドン、モーツァルト」78巻第10号、2020年10月、CRID 1521136280750869376。
  - 平野 昭、原田 幸一郎、長井 進之介「〈平野昭・対談シリーズ 樂興のすゝめ（第2章）〉ドイツ弦楽四重奏曲の系譜（第2回）西欧音楽の一大ジャンルへ : ベートーヴェン」78巻第11号、2020年11月、CRID 1524232505329193472。
  - 平野 昭、原田 幸一郎、長井 進之介「〈平野昭・対談シリーズ 樂興のすゝめ（第2章）〉ドイツ弦楽四重奏曲の系譜（第3回）新時代を切り開いた天賦の才 : シューベルト」78巻第12号、2020年12月、CRID 1520573331042210304。
  - 平野 昭、原田 幸一郎、長井 進之介「〈平野昭・対談シリーズ 樂興のすゝめ（第2章）〉ドイツ弦楽四重奏曲の系譜（第4回）ロマン派の雄 : メンデルスゾーン&シューマン」79巻第1号、2021年1月、CRID 1520010381090262528。
  - 平野 昭、原田 幸一郎、長井 進之介「〈平野昭・対談シリーズ 樂興のすゝめ（第2章）〉ドイツ弦楽四重奏曲の系譜（第5回）伝統か、革新か : ブラームス&ドヴォルジャーク」79巻第2号、2021年2月、CRID 1522825130871842432。
  - 平野 昭、原田 幸一郎、長井 進之介「〈平野昭・対談シリーズ 樂興のすゝめ（第2章）〉ドイツ弦楽四重奏曲の系譜（第6回・最終回）近代までの弦楽四重奏曲 : 諸外国への影響」79巻第3号、2021年3月、CRID 1520573331064828672。

- 『Pipers』杉原書店、1983年 : 管楽器とヒトの雑誌、ISSN 0289-4815
  - 村井祐児、原田幸一郎「村井祐児の管弦対談 ヴァイオリンの原田幸一郎にきく 対談」第3巻3（通号27）、1983年11月、CRID 1390009225165905792、doi:10.11501/7957766、NDLJP:7957766。
  - 村井祐児、原田幸一郎「村井祐児の管弦対談 ヴァイオリンの原田幸一郎にきく（後篇）」第3巻4（通号28）、1983年12月、CRID 1390572175108209024、doi:10.11501/7957767、NDLJP:7957767。

- 『ストリング』レッスンの友社、2006年：別題『String : 弦楽専門誌』、ISSN 0912-9758
  - 第4巻第3号（通号30）「〈ストリング・インタヴュー〉ヴァイオリニスト 原田幸一郎氏」1989-03。22-25頁。doi:10.11501/7960038。
  - 第4巻第7号（通号34）原田幸一郎「私の絃」1989-07。80頁。doi:10.11501/7960042。
  - 第9巻第2号（通号89）「〈ドロシー・ディレイ・シリーズ〉（5）原田幸一郎さんに聞く」16-19頁。doi:10.11501/7960097
  - 原田 幸一郎、ジェラール・プーレ、リナ・ユー「いしかわミュージックアカデミー2006」第21巻第12号、2006年12月、CRID 1523106603324242944。